# Formica ovata
Formica ovata é uma espécie de formiga do gênero Formica, pertencente à subfamília Formicinae.